# Pseudomonardia vicina
Pseudomonardia vicina är en tvåvingeart som beskrevs av Jaschhof 2003. Pseudomonardia vicina ingår i släktet Pseudomonardia och familjen gallmyggor. Inga underarter finns listade i Catalogue of Life.